# Gormiti (serial animowany 2018)
Gormiti – włosko-hiszpański serial animowany stworzony w technice CGI emitowany od 2018 roku. Serial zainspirowany serią zabawek o tej nazwie. Liczył 79 odcinki.

## Treść
Akcja toczy się na fikcyjnej wyspie Gorm. Mieszkańcy tej wyspy, Gormianie, dzielą się na cztery plemiona - Ognia, Wiatru, Kamienia i Lodu. Dawno temu Gormianie, pod przewodnictwem potężnych lordów, skutecznie powstrzymali atak Darkanów - złych mieszkańców podziemnej mrocznej krainy. Po wojnie pozostała starożytna Wieża, twierdza Gormiti.  
Wiele lat później, władca Darkanów Lord Voidus postanawia ponownie zaatakować Gorm. Chce zdobyć Wieżę i znajdujący się w niej Elastar – kryształ gromadzący energię i chroniący Gormiti.
Czterej młodzi bohaterowie, pochodzący z różnych plemion Gormiti (Riff – z Plemienia Ognia, Ikor – z Plemienia Lodu, Trek z Plemienia Kamienia i Eron z Plemienia Wiatru) postanawiają stawić mu opór. Pomaga im Ao-ki – strażniczka Wieży. Wspólnymi siłami chcą powstrzymać Voidusa i jego sługi oraz uratować lud Gormu.